# Melosaurus
Melosaurus von Meyer, 1857 è un genere di anfibi estinti, appartenenti all'ordine Temnospondyli, presenti in Russia durante il Permiano superiore (circa 245 milioni di anni fa).

## Descrizione
Lungo circa tre metri, questo animale era piuttosto simile a una salamandra gigantesca. Il corpo massiccio e allungato era circondato da quattro zampe corte e poco ossificate, mentre la coda era lunga e compressa lateralmente. Il cranio era allungato e piatto, di forma pressoché triangolare; il muso terminava in un'espansione arrotondata e ampia. Gli occhi erano posti nella parte superiore del cranio ed erano direzionati verso l'alto. La dentatura era costituita da numerosi denti aguzzi, che si trasformavano in vere e proprie zanne nella parte anteriore delle mascelle.

## Tassonomia
Il melosauro è considerato uno degli ultimi e più grandi archegosauroidi, un gruppo di anfibi caratteristici del Carbonifero e del Permiano, particolarmente specializzati alla vita acquatica. A volte incluso nella famiglia degli archegosauridi, questo animale è più spesso considerato una forma a parte, classificabile in una famiglia a sé stante (Melosauridae). Tra le specie più note, da ricordare Melosaurus plathyrhinus, M. paucidens e M. uralensis. La specie M. vetustus è stata in seguito riclassificata nel genere Konzhukovia.

## Paleoecologia
Le caratteristiche del melosauro sono tipiche di un animale strettamente acquatico; in particolare, il corpo allungato e le zampe deboli e poco ossificate erano pressoché inutili sulla terraferma. Al contrario, la potente coda appiattita doveva essere un eccellente mezzo di propulsione acquatica; probabilmente il melosauro se ne stava acquattato sul fondale, in attesa che passasse una preda. Gli occhi sul dorso del cranio, in questo senso, erano perfetti per fornire all'animale un'ampia visuale.